# Marvelous Melmo
Marvelous Melmo (ふしぎなメルモ Fushigi na Merumo?) es una serie manga de Osamu Tezuka y anime japonesa dirigido por Tsunehito Nagaki. El manga salió en Japón entre los años 1970 y 1972, y el anime salió en la TV Asahi japonesa entre 1971 y 1972 y consta de 26 capítulos.

## Historia
Melmo es la protagonista. Es una niña de 9 años, capaz de hacer magia, ya que comiendo unos caramelos es capaz de crecer y tener 19 años. Su madre murió en un accidente de tráfico, esto hizo que tuviera que encargarse del cuidado de sus dos hermanos más pequeños Totoo y Touch. Melmo es capaz de ver el fantasma de su madre que le da una botella mágica de caramelos azules y rojos que directamente se la ha dado Dios. Los caramelos azules permiten a Melmo crecer hasta los 19 años, y los rojos le permiten volver a sus 9 años. Usando estos caramelos milagrosos, Melmo se disfraza como enfermera, maestro, policía, para superar apuros que le permitan cuidar a sus hermanos.

## Personajes
Melmo Watari
Melmo es una niña de buen corazón que con frecuencia se debate entre su edad real (nueve al principio) y las cosas que encuentra y quiere cuando sea mayor (por ejemplo, un novio o un esposo, o poder amamantar a su bebé). Melmo, de 19 años, es bastante hermosa y los hombres frecuentemente se enamoran de ella. En los últimos episodios de la serie, Melmo adquirió un novio, Jiro, con quien finalmente se casa. Durante el episodio final, y varios años después de la boda de Melmo y Jiro, Melmo da a luz a una niña, en quien reside el espíritu de su difunta madre, reuniendo así a madre e hija (y revirtiendo su relación). 
Melmo, a los 19 años, no es más inteligente ni tiene más experiencia que cuando tenía 9 años, aunque a los 19 tiene más oportunidades de aprender sobre asuntos de adultos que a los nueve.
Toto Watari
Totoo es el medio de los dos hermanos de Melmo. Pasa gran parte de la serie de televisión como una rana debido a que ha comido un caramelo rojo y azul. Como rana, es demasiado pequeño para consumir los dulces que lo devolverían a ser humano, por lo que Melmo pasa casi la mitad de la serie tratando de descubrir cómo convertirlo de nuevo en humano (lo que finalmente logra hacer).
Touch Watari
Touch es el menor de los hermanos de Melmo, un bebé. Su papel en la serie es dar a los niños una idea de lo que se requiere para criar a un bebé.
Profesor Waragarasu
El profesor Waregarasu es ciudadano de un país llamado Chicchaina y se opone en secreto al gobierno autoritario del país. Melmo y Waregarasu escapan de Chicchaina (donde Melmo ha estado cautiva) y Waregarasu pasa el resto de la serie en Japón, aunque en el episodio final regresa a Chicchaina. Actúa como una especie de asesor y tutor ocasional de Melmo y sus hermanos. Él le explica a Melmo asuntos de reproducción humana y sexualidad cada vez que ella hace preguntas sobre el tema. Aunque se ofrece a adoptar a Melmo y sus hermanos en el episodio final y llevarlos de regreso a Chicchaina con él, Melmo acepta una invitación de la familia de Jiro para que los tres vivan en su casa, resolviendo así su dilema.